# Немеђо (Белуно)
Немеђо (итал. Nemeggio) је насеље у Италији у округу Белуно, региону Венето.
Према процени из 2011. у насељу је живело 190 становника. Насеље се налази на надморској висини од 252 м.